# Tripteromalus lyciicola
Tripteromalus lyciicola är en stekelart som beskrevs av Jean-Jacques Kieffer 1910. Tripteromalus lyciicola ingår i släktet Tripteromalus och familjen puppglanssteklar. Inga underarter finns listade i Catalogue of Life.